# Jan Wegereef
Jan Wegereef (Ryssen, 1962. január 17. –) holland nemzetközi labdarúgó-játékvezető. Teljes neve: Jan Willem Wegereef. Beceneve Cousin John. Polgári foglalkozása: sportszer kereskedő. Jelenlegi lakhelye Hellevoetsluis.

## Pályafutása

### Nemzeti játékvezetés
Játékvezetésből 1980-ban vizsgázott. Ellenőreinek, sportvezetőinek javaslatára 1987-ben lett országos minősítésű, 1988-ban az I. Liga játékvezetője. Működési idejének legfiatalabb bírója. 1992-ben munkahelyi elfoglaltság miatt egy évre felfüggesztette tevékenységét. 1993 végén újrakezdte a játékvezetést. Az aktív nemzeti játékvezetéstől 2012-ben vonult vissza. Első ligás mérkőzéseinek száma: 388.

#### Nemzeti kupamérkőzések
Vezetett Kupa-döntők száma: 1.

##### Holland-kupa
| Időpont           | Helyszín                      | Mérkőzés típusa | Mérkőzés                | Eredmény |
| ----------------- | ----------------------------- | --------------- | ----------------------- | -------- |
| 2009. április 17. | Feijenoord Stadion, Rotterdam | döntő           | SC Heerenveen–FC Twente | 2 – 2    |

### Nemzetközi játékvezetés
A Holland labdarúgó-szövetség Játékvezető Bizottsága terjesztette fel nemzetközi játékvezetőnek, a Nemzetközi Labdarúgó-szövetség (FIFA) 1992-től tartotta nyilván bírói keretében. Több nemzetek közötti válogatott és klubmérkőzést vezetett. 1993-ban munkahelyi elfoglaltságok miatt visszaadta jelvényét, majd 1995-ben újra felterjesztették, azóta aktívan tevékenykedik a nemzetközi porondon. 2000 óta van az európai toplistán, tagja a legjobb 30 játékvezetőnek. A holland nemzetközi játékvezetők rangsorában, a világbajnokság-Európa-bajnokság sorrendjében többedmagával az 5. helyet foglalja el 13 találkozó szolgálatával. Az aktív nemzetközi játékvezetéstől 2007-ben vonult vissza. Válogatott mérkőzéseinek száma: 22.

#### Világbajnokság

##### U20-as labdarúgó-világbajnokság
Nigéria rendezte az 1999-es ifjúsági labdarúgó-világbajnokságot, ahol a FIFA JB bíróként foglalkoztatta.
| Időpont           | Helyszín               | Mérkőzés típusa              | Mérkőzés            | Eredmény | Nézők száma |
| ----------------- | ---------------------- | ---------------------------- | ------------------- | -------- | ----------- |
| 1999. április 7.  | Nemzeti Stadion, Lagos | csoportmérkőzés (A. csoport) | Costa Rica–Paraguay | 1 – 3    | 18 000      |
| 1999. április 10. | Nemzeti Stadion, Lagos | csoportmérkőzés (A. csoport) | Nigéria–Paraguay    | 1 – 2    | 25 000      |

---
A világbajnoki döntőhöz vezető úton Dél-Koreába és Japánba a XVII., a 2002-es labdarúgó-világbajnokságra valamint Németországba a XVIII., a 2006-os labdarúgó-világbajnokságra a FIFA JB bíróként alkalmazta. Világbajnokságon vezetett mérkőzéseinek száma: 1.

##### 2002-es labdarúgó-világbajnokság

###### Selejtező mérkőzés
| Időpont             | Helyszín                        | Mérkőzés típusa           | Mérkőzés             | Eredmény | Nézők száma |
| ------------------- | ------------------------------- | ------------------------- | -------------------- | -------- | ----------- |
| 2000. október 7.    | Giuseppe Meazza Stadion, Milánó | előselejtező (8. csoport) | Olaszország–Románia  | 3 – 0    | 54 297      |
| 2001. március 24.   | Ullevi Stadion, Göteborg        | előselejtező (4. csoport) | Svédország–Macedónia | 1 – 0    | 22 106      |
| 2001. szeptember 5. | Balgarska Armia Stadion, Szófia | előselejtező (3. csoport) | Bulgária–Dánia       | 0 – 2    | 20 000      |

###### Világbajnoki mérkőzés
A mérkőzésen 12 sárga lapot mutatott fel a durvaságot taktikai elemként alkalmazó játékosoknak. A lapok számát tekintve világbajnoki rekord. Ugyanezen a napon Antonio López Nieto 16 sárga és négy piros (kettő dupla sárga) lapot volt kénytelen felmutatni.
| Időpont          | Helyszín                     | Mérkőzés típusa              | Mérkőzés         | Eredmény | Nézők száma |
| ---------------- | ---------------------------- | ---------------------------- | ---------------- | -------- | ----------- |
| 2002. június 11. | Világbajnoki Stadion, Szuwon | csoportmérkőzés (A. csoport) | Szenegál–Uruguay | 3 – 3    | 33 681      |

##### 2006-os labdarúgó-világbajnokság

###### Selejtező mérkőzés
| Időpont             | Helyszín                      | Mérkőzés típusa           | Mérkőzés                       | Eredmény | Nézők száma |
| ------------------- | ----------------------------- | ------------------------- | ------------------------------ | -------- | ----------- |
| 2004. szeptember 4. | Windsor Park Stadion, Belfast | előselejtező (6. csoport) | Észak-Írország–Lengyelország   | 0 – 3    | 12 487      |
| 2005. március 30.   | Népstadion, Budapest          | előselejtező (8. csoport) | Magyarország–Bulgária          | 1 – 1    | 11 586      |
| 2005. október 8     | LFF Stadion, Vilnius          | előselejtező (7. csoport) | Litvánia–Szerbia és Montenegró | 0 – 2    | 1500        |

#### Európa-bajnokság

##### U18-as labdarúgó-Európa-bajnokság
Ciprus rendezte az 1998-as U18-as labdarúgó-Európa-bajnokságot, ahol játékvezetői feladatokat látott el.
---
Az európai labdarúgó torna döntőjéhez vezető úton Belgiumba és Hollandiába a XI., a 2000-es labdarúgó-Európa-bajnokságra, Portugáliába a XII., a 2004-es labdarúgó-Európa-bajnokságra valamint Ausztriába és Svájcba a XIII., a 2008-as labdarúgó-Európa-bajnokságra az UEFA JB játékvezetőként foglalkoztatta.

##### 2000-es labdarúgó-Európa-bajnokság

###### Selejtező mérkőzés
| Időpont             | Helyszín                    | Mérkőzés típusa           | Mérkőzés         | Eredmény | Nézők száma |
| ------------------- | --------------------------- | ------------------------- | ---------------- | -------- | ----------- |
| 1999. szeptember 4. | Bežigrad Stadion, Ljubljana | előselejtező (2. csoport) | Szlovénia–Grúzia | 2 – 1    | 7000        |
| 1998. szeptember 6. | Philip II Stadion, Szkopje  | előselejtező (8. csoport) | Macedónia–Málta  | 4 – 0    | 4000        |

##### 2004-es labdarúgó-Európa-bajnokság

###### Selejtező mérkőzés
| Időpont           | Helyszín                 | Mérkőzés típusa           | Mérkőzés                    | Eredmény | Nézők száma |
| ----------------- | ------------------------ | ------------------------- | --------------------------- | -------- | ----------- |
| 2003. október 11. | Városi Stadion, Tórshavn | előselejtező (5. csoport) | Feröer-szigetek–Németország | 0 – 2    | 6500        |

##### 2008-as labdarúgó-Európa-bajnokság

###### Selejtező mérkőzés
| Időpont             | Helyszín                          | Mérkőzés típusa           | Mérkőzés              | Eredmény | Nézők száma |
| ------------------- | --------------------------------- | ------------------------- | --------------------- | -------- | ----------- |
| 2006. szeptember 2. | Boris Paichadze Stadion, Tbiliszi | előselejtező (B. csoport) | Grúzia–Franciaország  | 0 – 3    | 65 000      |
| 2007. június 6.     | Pankritio Stadion, Iráklio        | előselejtező (C. csoport) | Görögország–Moldova   | 2 – 1    | 22 000      |
| 2007. október 17    | Központi Stadion, Almati          | előselejtező (A. csoport) | Kazahsztán–Portugália | 1 – 2    | 25 000      |